# 乌斯季诺夫卡河
乌斯季诺夫卡河（俄语：Река Устиновка），前称西北沟河（俄语：Река Сибайгоу），是滨海边疆区卡瓦列罗沃区的河流，源起锡霍特山脉，长21公里，距河口51公里处注入泽尔卡尔纳亚河。1972年更为现名。

## 引用
1. ↑  А·П·穆拉诺夫. . 列宁格勒: 气象出版社. 1966 （俄语）.
2. ↑  . 列宁格勒: 气象出版社 （俄语）.
3. ↑  Т·А·基谢尔科瓦娅. . 列宁格勒: 气象出版社. 1977 （俄语）.
4. ↑   (PDF). www.vladcity.com. （原始内容 (PDF)存档于2011-07-17）.